# Dancing Machine (singolo)
Dancing Machine è un brano del gruppo musicale statunitense The Jackson 5 estratto il 3 febbraio 1974 come secondo ed ultimo singolo dall'album G.I.T.: Get It Together, dell'anno precedente. Nello stesso anno la canzone fu inclusa anche nel nuovo album omonimo nella stessa versione del singolo.

## Tracce
Versione 7"
1. Dancing Machine – 2:29 (Dean Parks, Don Fletcher, Hal Davis)
2. It's Too Late to Change the Time – 3:57 (Leon Ware, Pam Sawyer)